# Zlatko Kostrenčić
Zlatko Kostrenčić  (Zagreb, 10. veljače 1915. – Zagreb, 11. ožujka 1991.), bio je hrvatski inženjer građevinarstva, autor brojnih znanstvenoistraživačkih radova, profesor i dekan Građevinskog fakulteta u Zagrebu, jedan od pionira eksperimentalne mehanike u Hrvatskoj i dobitnik državne (republičke) Nagrade za životno djelo. Sin je Marka Kostrenčića i otac Marijana Kostrenčića. 

## Životopis
Zlatko Kostrenčić rođen je u Zagrebu 1915. godine. Diplomirao je na Građevinskom odjelu Tehničkoga fakulteta u Zagrebu (1939.), gdje je bio asistent od 1945., a doktorirao je 1953. godine. Redoviti profesor na Građevinskom fakultetu u Zagrebu od 1970., dekan 1969. – 1973. Predavao je na Sveučilištu u Khartoumu u Sudanu 1957. – 1959., nakon čega je imenovan predstojnikom Zavoda za ispitivanje gradiva, koji je bio preteča današnjeg Laboratorija za ispitivanje konstrukcija u Zavodu za tehničku mehaniku Građevinskog fakulteta Sveučilišta u Zagrebu. Tu je dužnost obnašao sve do 1976. godine i jedan je od trojice istaknutih voditelja uz prof. Timošenka kao njegova osnivača i prof. Čališeva kao njegova nasljednika. 

## Znanstvena djelatnost
Bavio se područjima otpornosti materijala, ispitivanja konstrukcija, teorije elastičnosti, teorije plastičnosti i drugima. Bio je jedan od pionira eksperimentalne mehanike u Hrvatskoj i proveo je prva mjerenja deformacija konstrukcija elektrootporničkim tenziometrima (1949.). 
Objavio je mnogobrojne znanstvene i stručne radove, autor je udžbenika Svojstva lakih betona (1950.) i Teorija elastičnosti (1971.). Ključan je u osnivanju splitskog Odjela zagrebačkog Građevinskog fakulteta.
U razdoblju između 1949. i 1984. godine pojavljivao se sa znanstveno-stručnim radovima u časopisu Građevinaru.
S njemačkoga jezika preveo je djelo Richarda Gruena, Tako se pravi dobar beton (1950.).

## Djela
- Zadaci iz nauke o čvrstoći I i II, Zagreb, 1949.
- Svojstva lakih betona. 1, Beton od jednozrnatog agregata, Zagreb, 1950. (udžbenik)
- Naprezanje u tankim elastičnim slojevima na krutoj podlozi, Zagreb, 1953. (doktorska disertacija)
- Djelovanje naknadnog ojačanja betonskih greda za preuzimanje posmičnih sila, Zagreb, 1970.
- Teorija elastičnosti, Zagreb, 1971. (udžbenik)
- Zbirka zadataka i rješenja iz otpornosti materijala. Dio 1, Zadaci, Zagreb, 1972. (udžbenik)
- Teorija elastičnosti, Školska knjiga, Zagreb, 1982. (udžbenik)

## Nagrade
- 1986.: Nagrada za životno djelo[5] za znanstvenoistraživački rad za područje tehničkih znanosti.

## Vanjske poveznice
- Kostrenčić, Zlatko Hrvatska tehnička enciklopedija, portal hrvatske tehničke baštine. LZMK